# Chen Jin (Malerin)

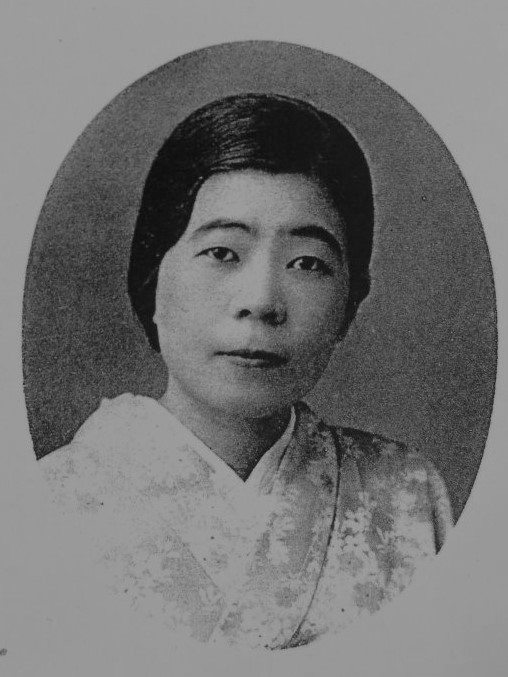
Porträt von Chen Ji, 1937

Chen Chin (chinesisch 陳進 / 陈进, Pinyin Chén Jìn, W.-G. Chʻên2 Chin4, Hakka Ciinˇ Jin, Pe̍h-ōe-jī Tân Chìn; * 2. November 1907 in Hsinchu, Japanisches Kaiserreich; † 27. März 1998 in Taipeh, Republik China (Taiwan)) war eine taiwanische Malerin. Sie war die bekannteste Malerin während der japanischen Besetzung Taiwans. Ihre Frauenporträts sind bekannt für die Darstellung der Mode in der jeweiligen Zeit.

## Leben und Werk

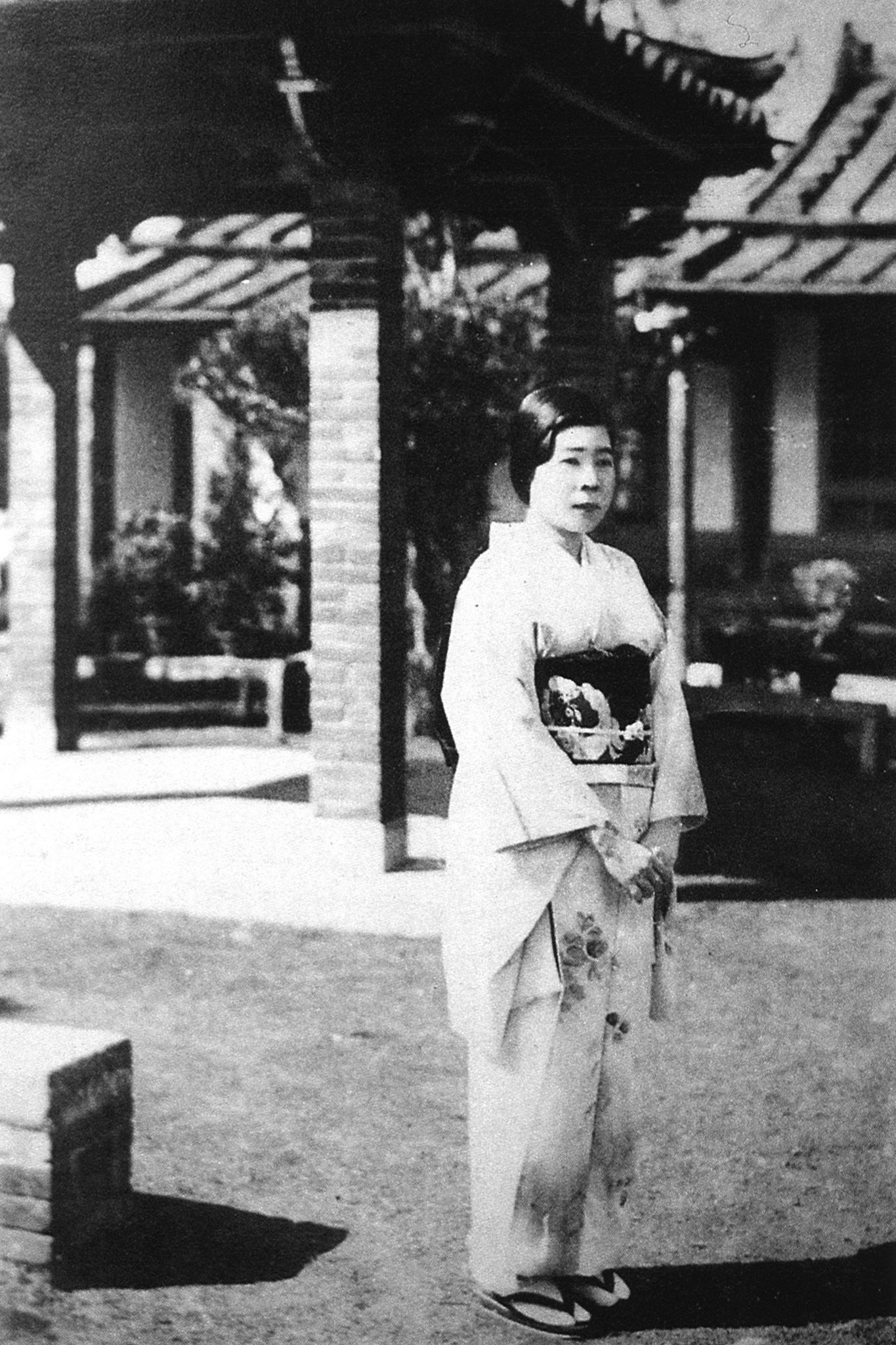
Aufnahme von Chen Ji in Kimono

Chen Jin wurde während der japanischen Kolonialzeit im Bezirk Xiangshan (香山區) in Hsinchu (新竹市) als Tochter eines wohlhabenden Geschäftsmannes und Kunstmäzens geboren. Im Alter von 15 Jahren besuchte sie die Dritte Mädchenoberschule in Taipeh (die heutige Zhongshan Mädchenoberschule). Ihr Kunstlehrer Gobara Koto ermutigte sie, Kunst zu studieren. Ihr Vater unterstützte sie dabei.
Im Frühjahr 1925 segelte sie mit einem Schiff nach Japan, um an der Joshibi University of Art and Design zu studieren. Sie war damit die erste Taiwanerin, die im Ausland Kunst studierte. Damals war das Studium im Ausland privilegierten Familien und in der Regel den Söhnen vorbehalten. An der Universität der Künste in Tokio durften Frauen erst ab 1946 studieren.
Noch während ihres Studiums wurde sie für die Abteilung für orientalische Malerei der ersten Taipeh-Ausstellung ausgewählt und zusammen mit Lin Yushan und Guo Xuehu war sie als „Taiwan Three Boys“ bekannt. Ab 1932 war sie als Jurorin für die Taipeh-Ausstellung zuständig.
Nach ihrem Abschluss an der Joshibi University of Art and Design studierte sie bei den japanischen Malern Kiyokata Kaburagi und Shinsui Ito und pflegte auch Freundschaften mit Motoaki Yuki und Keigetsu Matsubayashi. 1934 wurde sie als erste taiwanesische Frau für die 15. Teiten-Ausstellung ausgewählt und stellte seitdem wiederholt auf der Teiten-Ausstellung aus.
r
1934 kehrte sie nach Taiwan zurück und wurde Taiwans erste Sekundarschullehrerin an der Pingtung Girls High School. Nachdem sie geheiratet hatte und Mutter geworden war, malte sie weiterhin und war bis zu ihrem Tod in Taipeh als Malerin aktiv. Chen starb 1998 im Alter von 92 Jahren in Taipeh.

## Malstil

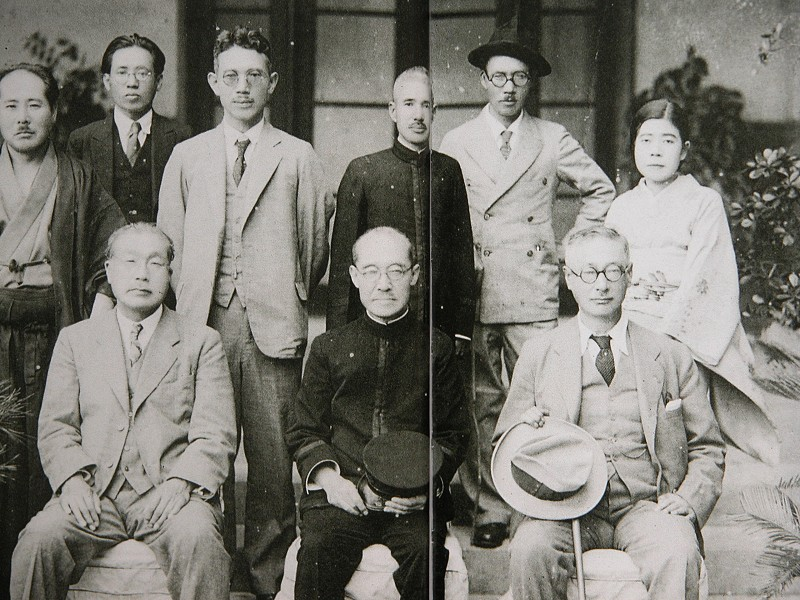
Chen Jin und japanische Künstler

Chen Jin war die erste taiwanesische Malerin, die landesweite Berühmtheit und Anerkennung erlangte. Ihre bevorzugte Malmethode war Gouachemalerei. 1958 veranstaltete sie ihre erste Einzelausstellung mit 62 ihrer Gemälde in der Chung-Shan-Halle in Taipeh. Ihre Seidengemälde zeigen ihre Darstellungen der allmählichen Entwicklung taiwanesischer Frauen über einen Zeitraum von mehr als siebzig Jahren. In ihren Gemälden kann man eine Entwicklung verfolgen von zurückhaltenden Frauen mit gesenktem Blick bis hin zu Individuen, die die wachsende Rolle der Frau in der taiwanesischen Gesellschaft darstellen.
Obwohl sie bei den besten Mallehrern Japans ausgebildet wurde, entwickelte sich ihr Stil zu einer Mischung aus chinesischen, japanischen und taiwanesischen Einflüssen, was es ihr wiederum ermöglichte, ihre Realität während der japanischen Kolonialzeit in Taiwan darzustellen. Gegen Ende ihres Lebens reiste sie, bereits mit internationaler Anerkennung, zwischen den Vereinigten Staaten und Taiwan, was sich auf die Erweiterung der Themen ihrer Werke auswirkte, die zu diesem Zeitpunkt auch Landschaften darstellten.

## Werke von Chen Jin (Auswahl)
Eine Reihe ihrer Werke befindet sich in der ständigen Sammlung des Taipei Fine Arts Museum. 2003 zeigte das Nationale Geschichtsmuseum die Ausstellung „Die Schönheit der Damen von Chen Jin“ mit 32 Gemälden Chen Jins aus den Jahren 1932 bis 1998.
Der Chen Chin Arts & Culture Award (陳進藝術文化獎) wurde postum durch ihre Spende 1997 finanziert.

## Auszeichnungen und Ehrungen
- 1996: Ehrung durch den 16. Nationaler Kulturpreis
- 2006: Eröffnung einer Ausstellung mit dem Titel „Centennial Celebration of Chen Chin“ in dem Shoto Museum of Art, dem Hyogo Prefectural Museum of Art und dem Kunstmuseum Fukuoka präsentiert durch das Taipei Fine Arts Museum anlässlich ihres 100. Geburtstags in Zusammenarbeit mit der Japanese Museum Association. Es war die bisher größte Ausstellung ihrer Werke und das erste Mal, dass Werke einer taiwanesischen Künstlerin in einer großen Einzelausstellung in Japan gezeigt wurden[3]
- 2022: Veröffentlichung einer Google Doodle zu ihrem 115. Geburtstag am 2. November 2022 auf der firmeneigene Suchmaschinenseite von Google LLC[4]